# Rivierstern
De rivierstern (Sterna aurantia) is een zeevogel uit de familie van de meeuwen (Laridae) en de geslachtengroep sterns (Sternini).

## Verspreiding
Deze soort komt voor van Pakistan tot zuidelijk India, Sri Lanka, Nepal en zuidwestelijk China.

## Status
De grootte van de populatie is in 2020 geschat op 20-70 duizend volwassen vogels. Op de Rode lijst van de IUCN heeft deze soort de status kwetsbaar.